# Quadrophenia
| 전문가 평가                   | 전문가 평가 |
| 평가 점수                     | 평가 점수   |
| 출처                          | 점수        |
| ----------------------------- | ----------- |
| AllMusic                      | [ 1 ]       |
| Christgau's Record Guide      | A–          |
| Clash                         | 10/10       |
| Digital Spy                   | [ 4 ]       |
| MusicHound Rock               | 4/5         |
| The Rolling Stone Album Guide | [ 6 ]       |
| Tom Hull – on the Web         | B           |

《Quadrophenia》는 1973년 10월 26일, 트랙 레코드에서 더블 음반으로 발매된 영국의 록 밴드 더 후의 여섯 번째 스튜디오 음반이다. 이것은 이 그룹의 두 번째 록 오페라이다. 1965년 런던과 브라이튼을 배경으로 한 이 이야기는 지미라는 젊은 모드와 그의 자아 가치와 중요성에 대한 탐색을 다룬다. 《Quadrophenia》는 피트 타운젠드가 전적으로 작곡한 유일한 더 후의 음반이다.
이 그룹은 1972년 음반 작업을 시작하여 《Tommy》와 《Who's Next》의 후속 작업을 시도했으며, 두 음반 모두 상당한 비판적, 상업적 성공을 거두었다. 베이시스트 존 엔트위슬과 리드 싱어 로저 돌트리가 솔로 음반을 녹음하고 드러머 키스 문이 영화 작업을 하는 동안 녹음이 지연됐다. 새로운 스튜디오가 제때에 완성되지 않았기 때문에, 이 그룹은 로니 레인의 모바일 스튜디오를 이용해야만 했다. 이 음반은 타운젠드의 멀티 트랙 신시사이저와 음향효과, 엔트위슬의 레이어드 경음기 파트를 특히 문의 전형적인 연주 스타일과 함께 상당히 활용했다. 이 그룹과 매니저 키트 램버트 사이의 관계는 녹음 중에 돌이킬 수 없을 정도로 무너졌고 음반이 발매될 무렵 램버트는 밴드의 서비스를 떠났다.
《Quadrophenia》는 영국과 미국에서 긍정적인 반응을 얻었지만, 그 결과 투어는 음반의 추가 악기를 대체하는 테이프의 문제로 얼룩졌고, 1974년 초에 무대 작품은 은퇴했다. 1996년 더 큰 앙상블과 함께 부활했고, 2012년에는 더 많은 투어가 진행되었다. 이 음반은 1970년대 후반의 모드 리바이벌에 긍정적인 영향을 미쳤고, 1979년에 발매된 그 결과 영화 각색도 성공했다. 이 음반은 콤팩트 디스크로 여러 번 재발매되었으며, 원본에서 일부 인식된 결함을 수정한 여러 리믹스를 보았다.

## 줄거리
《Quadrophenia》의 오리지널 발매는 기본 줄거리를 설명하는 검토자와 저널리스트를 위한 녹음 노트 세트와 함께 제공되었다.
이 이야기는 지미라는 젊은 노동자 계급의 모드를 중심으로 전개된다. 마약과 해변 싸움, 로맨스를 좋아하며 브라이튼 콘서트 이후 더 후의 팬이 되지만 그에 대한 부모의 태도와 막다른 직업, 정신과 진료를 받지 못한 여행 등에 환멸을 느낀다. 그는 암페타민 사용 문제로 부모와 충돌한다. 그는 정규직을 구하기가 어렵고 자신의 자존심을 의심하며 이틀 만에 일을 그만둔다. 그는 "한" 사람이 되어 행복하지만, 그는 그의 동료들을 따라가기 위해 고군분투하고, 그의 여자친구는 그를 가장 친한 친구로 남겨둔다.
스쿠터를 파괴하고 자살을 생각한 후, 그는 브라이튼으로 가는 기차를 타기로 결심한다. 브라이튼은 그가 이전에 동료들과 함께 즐겼던 경험을 했다. 하지만, 그는 그 갱단을 이끌었던 "에이스 페이스"가 이제 호텔에서 벨보이로서 엄청난 직업을 가지고 있다는 것을 발견한다. 그는 인생의 모든 것이 자신을 거부하고, 배를 훔쳤다고 느끼고, 바다를 내려다보는 바위로 항해하는 데 그것을 사용한다. 그는 바위에 앉아 비를 맞으며 자신의 삶을 생각한다. 결말은 지미가 바위 위에서 어떻게 되는지 애매하게 남겨져 있다.

## 발매
이 음반은 영국에서 싱글 〈5:15〉에 이어 발매되었으며, 1973년 10월 4일, 《탑 오브 더 팝스》에 라이브로 출연하여 그 다음날 발매되었다. 그것은 차트에서 20위에 올랐다. 《Quadrophenia》는 원래 10월 26일, 영국에서 발매되었지만, 팬들은 OPEC 석유 금수조치로 인한 바이닐 부족 때문에 복사본을 찾기가 어려웠다. 영국에서 《Quadrophenia》는 데이비드 보위의 《Pin Ups》에 밀려 2위에 올랐다. 미국에서는 이 음반이 미국 빌보드 200 차트 2위에 올랐는데, 엘튼 존의 《Goodbye Yellow Brick Road》 음반 중 가장 높은 순위인 1위에 올랐다. 미국에서는 10월 27일에 발매된 〈Love, Reign o'er Me〉가 리드 싱글로 선정되었다.
이 음반은 원래 게이트폴드 재킷과 가사가 담긴 책자, 스토리의 텍스트 버전, 이단 러셀이 일러스트로 촬영한 사진 등이 담긴 2LP 세트로 발매됐다. MCA 레코드는 1985년 얇은 접이식 시트 위에 가사와 텍스트 줄거리가 있는 2CD 세트로 음반을 재발매했으나 사진은 없었다. 1996년 리마스터드 CD로 재발매되었으며, 오리지널 음반 삽화를 재현하였다. 오리지널 믹스는 특히 돌트리의 보컬이 묻힌다는 이유로 비판을 받았기 때문에 1996년 음반은 존 애슬리와 앤디 맥퍼슨에 의해 완전히 리믹스되었다.
2011년, 타운젠드와 오랫동안 더 후의 엔지니어였던 밥 프리든이 음반을 리믹스하여 디럭스 5디스크 박스 세트를 만들었다. 이전 재발행과는 달리, 이 세트에는 음반의 최종 실행 순서에서 삭제된 일부 곡과 5.1 서라운드 사운드로 된 곡들을 포함한 두 개의 데모 디스크가 포함되어 있다. 박스 세트에는 음반 세션에 관한 타운젠드의 에세이를 포함한 100페이지 분량의 책, 사진과 함께 나왔다. 동시에 표준 2CD 버전이 추가 콘텐츠로 선택된 데모와 함께 재발매되었다. 일부 디스크 2 트랙은 이러한 데모를 위한 공간을 확보하기 위해 디스크 1으로 이동되었다. 2014년, 이 음반은 블루레이 오디오에 5.1 서라운드 사운드와 2011년 디럭스 에디션 스테레오 리믹스, 1973년 오리지널 스테레오 LP 믹스의 새로운 리믹스를 특징으로 한다.

## 곡 목록
모든 곡들은 피트 타운젠드에 의해 작사/작곡하였다.
| #  | 제목                           | 리드 보컬                                 | 재생 시간 |
| -- | ------------------------------ | ----------------------------------------- | --------- |
| 1. | 〈I Am the Sea〉               | 로저 돌트리                               | 2:09      |
| 2. | 〈The Real Me〉                | 돌트리                                    | 3:21      |
| 3. | 〈Quadrophenia〉               | (기악)                                    | 6:14      |
| 4. | 〈Cut My Hair〉                | 피트 타운젠드 (벌스), 돌트리 (코러스)     | 3:45      |
| 5. | 〈The Punk and the Godfather〉 | 돌트리 (벌스와 코러스), 타운젠드 (브릿지) | 5:11      |

| #  | 제목                  | 리드 보컬                                             | 재생 시간 |
| -- | --------------------- | ----------------------------------------------------- | --------- |
| 1. | 〈I'm One〉           | 타운젠드                                              | 2:38      |
| 2. | 〈The Dirty Jobs〉    | 돌트리                                                | 4:30      |
| 3. | 〈Helpless Dancer〉   | 돌트리                                                | 2:34      |
| 4. | 〈Is It in My Head?〉 | 돌트리 (벌스, 브릿지), 타운젠드, 존 엔트위슬 (코러스) | 3:44      |
| 5. | 〈I've Had Enough〉   | 돌트리와 타운젠드                                     | 6:15      |

| #  | 제목             | 리드 보컬                        | 재생 시간 |
| -- | ---------------- | -------------------------------- | --------- |
| 1. | 〈5:15〉         | 돌트리, 타운젠드 (인트로와 코다) | 5:01      |
| 2. | 〈Sea and Sand〉 | 돌트리와 타운젠드                | 5:02      |
| 3. | 〈Drowned〉      | 돌트리                           | 5:28      |
| 4. | 〈Bell Boy〉     | 돌트리와 키스 문                 | 4:56      |

| #  | 제목                    | 리드 보컬 | 재생 시간 |
| -- | ----------------------- | --------- | --------- |
| 1. | 〈Doctor Jimmy〉        | 돌트리    | 8:37      |
| 2. | 〈The Rock〉            | (기악)    | 6:38      |
| 3. | 〈Love, Reign o'er Me〉 | 돌트리    | 5:49      |

## 인증
| 국가                                                  | 인증     | 판매량/출하량 |
| ----------------------------------------------------- | -------- | ------------- |
| 프랑스 (SNEP)                                         | 골드     | 100,000*      |
| 영국 (BPI)                                            | 골드     | 100,000^      |
| 미국 (RIAA)                                           | 플래티넘 | 1,000,000^    |
| *판매량을 기반으로 한 인증 ^출하량을 기반으로 한 인증 |          |               |